# Kaczlin
Kaczlin (niem. Katschlin) – średniej wielkości wieś sołecka w Polsce, położona w województwie wielkopolskim, w powiecie międzychodzkim, w gminie Sieraków, na terenie Sierakowskiego Parku Krajobrazowego

## Integralne części wsi
| SIMC    | Nazwa    | Rodzaj     |
| ------- | -------- | ---------- |
| 0594293 | Lesionki | przysiółek |

## Historia
Miejscowość pierwotnie związana była z Wielkopolską. Ma metrykę średniowieczną i istnieje co najmniej od końca XIV wieku. Wymieniona po raz pierwszy w dokumencie zapisanym po łacinie z 1388 pod nazwą „Caczino", w 1398 „Caczlino", w 1402 „Kaczilino", w 1426 „Kaczlyno", w 1445 „Caczlino", w 1497 „Caschlyno" .
W 1388 odnotowany został spór sądowy o młyn w Kaczlinie, który sąd ziemski przysądził na 8 lat Mikołajowi z Szarokoźla w sporze z Anną Grabską i jej synem Abrahamem ponieważ jego dotychczasowy dziedzic był małoletni. W 1445 miejscowość była wsią szlachecką i leżała w powiecie poznańskim Korony Królestwa Polskiego. W 1508 należała do parafii Lutomie (obecnie Lutom). W latach 1398–1426 właścicielem wsi był Mroczek Kaczliński, a w latach 1436-57 Marcin Kaczliński herbu Leszczyc prawdopodobnie syn poprzedniego dziedzica. W 1445 zapisał żonie Elżbiecie po 70 grzywien posagu i wiana na połowie swych części w Kaczlinie. W 1456 Elżbieta żona Marcina z Kaczlina 1/3 swego posagu wynoszącego 70 grzywien w wysokości około 24 grzywien przeznaczyła na ufundowanie altarii w Rożnowie. W 1499 wieś odnotowano jako wieś zalegającą z podatkami. W 1508 odnotowano pobór z 8 łanów ze wsi. W 1513 Jerzy Kaczliński kupił od swych sióstr Barbary, Katarzyny i Doroty ich części po ojcu i matce w Kaczlinie za 150 grzywien. W 1513 tenże zapisał żonie Klarze córce Macieja Gościejewskiego z Gaci po 150 grzywien posagu i wiana na części Kaczlina .
W 1563 Tomasz Wierzchaczewski oraz Wawrzyniec, Melchior, Serafin i Erazm Kaczlińscy dokonali podziału borów i lasów wokół wsi. Wymieniono granicę z miastem Sierakowem oraz z wsiami Bukowiec, Rzyżyn (obecnie Ryżyn), Lutomie, Sitowiec, a także z jeziorem Godziszewo. Odnotowano drogi: sierakowską oraz drożysko do Rzyżyna. Odnotowano obiekty fizjograficzne: Lesionki, Lisieńce albo Łysience (ku Lyssyenczom), Rudnik, “Wyelkye Trzezagowo”, Bielawa, Miecisko, Przysiek, Ostrowek, “Kawel Karlowski”, “Kawel Jackowski” oraz łoziska. W 1564 dziesięcina z Kaczlina należała do uposażenia klucza poznańskiego dóbr biskupa poznańskiego. W 1577 płatnikiem poboru ze wsi był Jakub Targowski .
W 1580 miejscowość była wsią szlachecką Kaczlino położoną w powiecie poznańskim województwa poznańskiego w Rzeczypospolitej Obojga Narodów. Właścicielem był Jakub Rokossowski, który zapłacił pobór od 3 łanów, 6 zagrodników, pastucha z 30 owcami oraz roli karczmarskiej .
Po rozbiorach Polski miejscowość znalazła się w zaborze pruskim. W okresie Wielkiego Księstwa Poznańskiego (1815-1848) miejscowość należała do wsi większych w ówczesnym pruskim powiecie Międzyrzecz w rejencji poznańskiej. Kaczlin należał do okręgu sierakowskiego tego powiatu i stanowił część majątku Sieraków, którego właścicielem był wówczas rząd pruski w Berlinie. Według spisu urzędowego z 1837 roku wieś liczyła 208 mieszkańców, którzy zamieszkiwali 27 dymów (domostw).
W latach 1954–1959 wieś należała i była siedzibą władz gromady Kaczlin, po jej zniesieniu w gromadzie Sieraków. W latach 1975−1998 wieś administracyjnie należała do województwa poznańskiego.

## Podział wsi
Wieś dzieli się na 3 integralne części: Kaczlin, Lesionki, Olendry.

### Lesionki
To przysiółek przy drodze wojewódzkiej nr 133, graniczący od południa z jeziorem Godziszewskim należącym do obrębu wsi Lutom, a od wschodu ze wsią Ryżyn, leżącą w gminie Chrzypsko Wlk. Lesionki, są integralną częścią sołectwa Kaczlin.

### Olendry
Olendry położone są w centrum sołectwa. Do tej części Kaczlina zalicza się kilka rozproszonych zabudowań gospodarstw rolnych. Olendry określa się także części przysiółka Lesionki. Od początku roku 2011 koło Olendrów realizowane są odwierty złóż ropy naftowej.

## Gospodarka
Wieś jest niewielkim ośrodkiem usługowym, we wsi działa Ochotnicza Straż Pożarna, oddział przedszkolny Szkoły Podstawowej w Lutomiu, sklep wielobranżowy.
Zachowuje jednak typowo rolniczy charakter. Jednym z ważniejszych gospodarstw rolnych jest ferma hodowli drobiu.

## Połączenia komunikacyjne
Wieś zlokalizowana jest przy dwóch drogach wojewódzkich:
- DW nr 182; – biegnąca przez centrum Kaczlina do Wronek,
- DW nr 133; – biegnąca przez Lesionki do Chrzypska Wielkiego.

## Turystyka

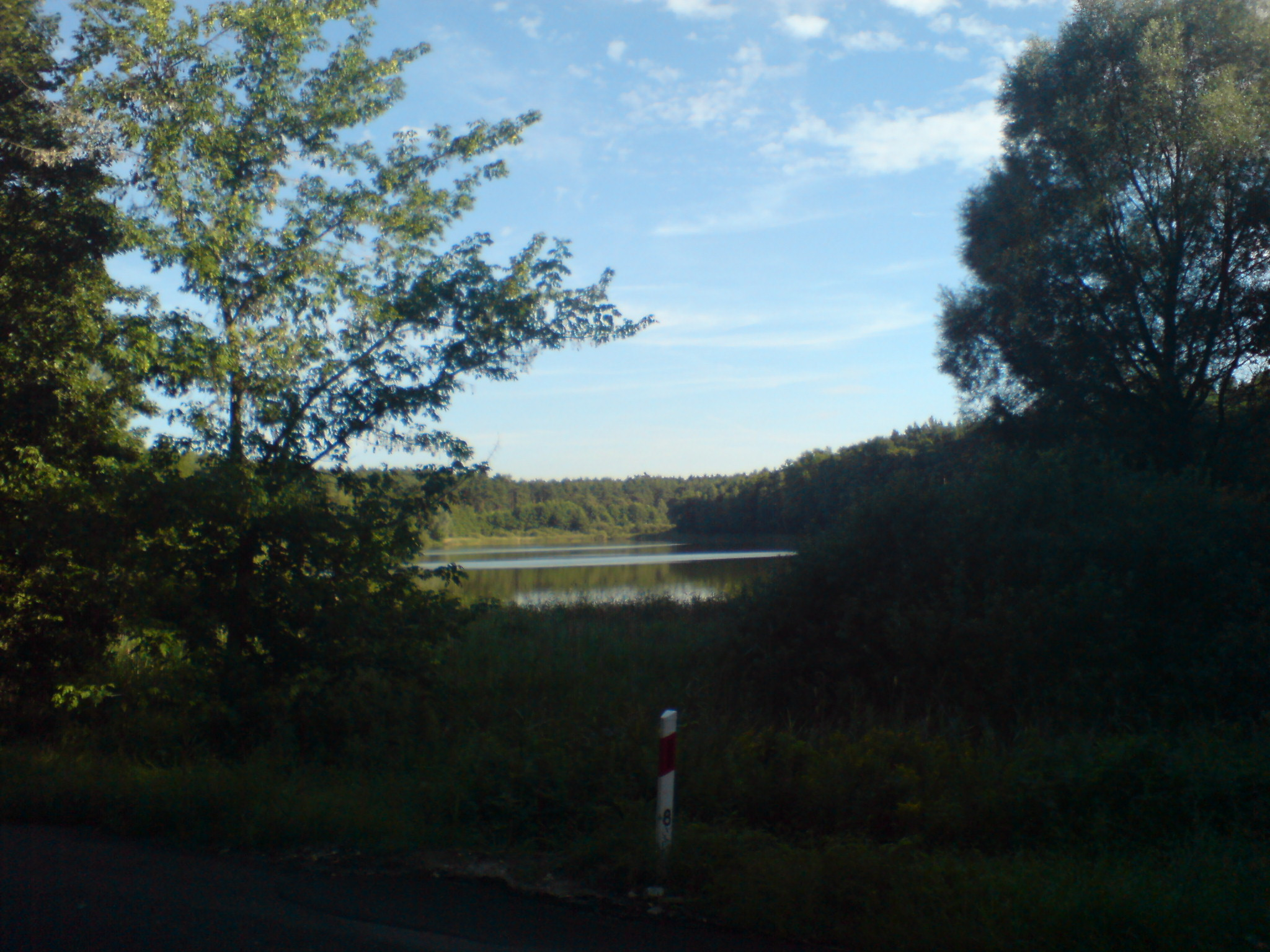
Jez. Godziszewskie położone przy DW nr 133 do Lesionek

### Szlaki turystyczne
- pieszy szlak czarny PTTK: Góra → Grobia → Jez. Jaroszewskie → Sieraków → Lesionki → Lutom → Lutomek (19,3 km)
- Sierakowska Sieć Szlaków Rowerowych- żółta: Tuchola → Kaczlin → Ryżyn → Lutom → Lutomek → Grobia → Jaroszewo → Góra,
- Wielkopolski Szlak Stu Jezior - czarny: (...) → Sieraków → Lesionki → Ryżyn → → (...)

### Wypoczynek
W Lesionkach, na północno-wschodnim brzegu jeziora Godziszewskiego znajduje się pole biwakowe oraz niestrzeżone kąpielisko.

## Demografia
| rok     | 1970 | 1978 | 1998 | 1999 | 2008 | 2009 | 2010 | 2012 |
| ------- | ---- | ---- | ---- | ---- | ---- | ---- | ---- | ---- |
| ludność | 436  | 389  | 345  | 341  | 356  | 353  | 379  | 382  |

Według danych Urzędu Gminy w Sierakowie, sołectwo 1 października 2012 r. liczyło 382 mieszkańców, dzięki czemu wieś zajmuje drugą pod względem ludności lokatę w gminie. Powierzchnia wsi wynosi 6,54 km², co daje średnią gęstość zaludnienia rzędu 58,4 os. na km² w 2012 r. Jest to zarazem najgęściej zaludniona wioska w gminie.

## Stowarzyszenia i organizacje

### Ochotnicza Straż Pożarna
Ochotnicza Straż Pożarna w Kaczlinie powstała w 1901 r. W 1960 r. oddano do użytku nowo wybudowaną remizę strażacką. W 1973 r. jednostka otrzymała samochód pożarniczy marki Star 21, który do dziś wyjeżdża jeszcze m.in. do akcji gaśniczych. W 1982 r. jednostce nadano sztandar związkowy, a rok później została ona odznaczona za wzorową służbę na polu pożarnictwa ochotniczego Złotym Medalem Za Zasługi dla Pożarnictwa. OSP Kaczlin bierze czynny udział w zawodach sportowo-pożarniczych, manewrach oraz pokazach ratowniczo-gaśniczych.
Jednostka liczy:
- 22 członków czynnych,
- 1 członka honorowego,
- 35 członków MDP.